# Téléski à câble bas

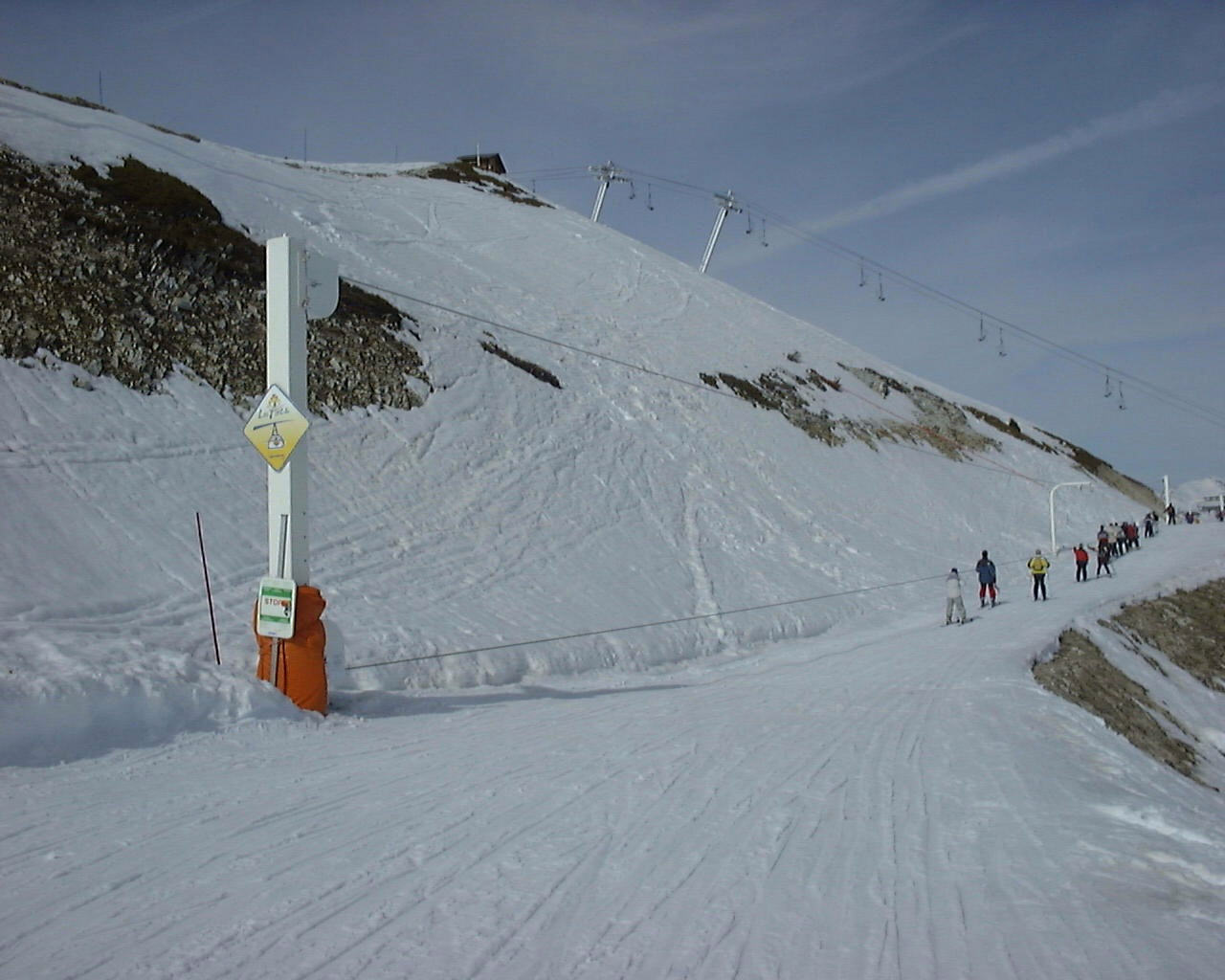
Téléski à câble bas dans la station de La Plagne

Un téléski à câble bas (encore appelé fil neige ou télécorde) est un type de téléski dans lequel le câble est disposé à la hauteur des usagers qui peuvent le saisir directement ou par l'intermédiaire d'agrès courts. Le câble peut être en fibres.

## Caractéristiques
Les agrès comprennent généralement des poignées munies d'attaches fixes ou découplables. Ces téléskis peuvent être démontables. Le téléski à câble bas se situe souvent sur un espace de découverte de ski ou sur des espaces d'une faible pente.

## Histoire
Dans les années 1950, le voyageur conférencier Bernard de Colmont crée le premier fil-neige à Thônes (dans son atelier des Gorges du Fier, Dingy) et dépose la marque Filneige[source insuffisante]. Il s'agissait d'un remonte-pente utilisant les moteurs Bernard comme moyen de traction d'une corde sur une longueur d'environ 150 mètres à laquelle les skieurs s'agrippaient à la main. Des Filneige ont été installés à Thônes sur les pentes du Château (inauguration hiver 1952, 1953), à l'Aiguille du Midi, au Grand-Bornand, en Corse, au Maroc et dans de nombreux villages de moyenne montagne. Il fut aussi utilisé par les chasseurs-alpins qui en possédaient plusieurs.